# Манган (місто)
Манґан (англ. Mangan) — місто в Індії, адміністративний центр округу Північний Сіккім (штату Сіккім). Місто зв'язане автомобільною дорогою зі столицею штату Ґанґтоком. З часу відкриття округу для відвідування у місті відбувається значних економічний розвиток, перш за все за рахунок туризму.

## Клімат
Місто знаходиться у зоні, котра характеризується вологим субтропічним кліматом. Найтепліший місяць — липень із середньою температурою 17.1 °C (62.7 °F). Найхолодніший місяць — січень, із середньою температурою 4.1 °С (39.3 °F).
| Клімат Манґана          | Клімат Манґана | Клімат Манґана | Клімат Манґана | Клімат Манґана | Клімат Манґана | Клімат Манґана | Клімат Манґана | Клімат Манґана | Клімат Манґана | Клімат Манґана | Клімат Манґана | Клімат Манґана | Клімат Манґана |
| Показник                | Січ.           | Лют.           | Бер.           | Квіт.          | Трав.          | Черв.          | Лип.           | Серп.          | Вер.           | Жовт.          | Лист.          | Груд.          | Рік            |
| Середній максимум, °C   | 10             | 11             | 15,2           | 17,8           | 19,4           | 20,9           | 20,6           | 20,7           | 20,3           | 19,1           | 16             | 12,6           | 17             |
| Середня температура, °C | 4              | 5,3            | 9,5            | 12,5           | 14,7           | 16,7           | 17,1           | 17             | 16             | 13,6           | 9,6            | 6,3            | 11,9           |
| Середній мінімум, °C    | −1,9           | −0,4           | 3,8            | 7,3            | 10             | 12,5           | 13,6           | 13,4           | 11,7           | 8,2            | 3,3            | 0              | 6,8            |
| Норма опадів, мм        | 15.4           | 22.1           | 38.8           | 78.3           | 150.7          | 374.9          | 537.9          | 441.8          | 320.7          | 93             | 13.5           | 6.9            | 2094.1         |
| ----------------------- | -------------- | -------------- | -------------- | -------------- | -------------- | -------------- | -------------- | -------------- | -------------- | -------------- | -------------- | -------------- | -------------- |
| Джерело: Weatherbase    |                |                |                |                |                |                |                |                |                |                |                |                |                |